# Partito dei Verdi (Slovacchia)
Il Partito dei Verdi (in slovacco: Strana zelených - SZ) è un partito politico slovacco di orientamento ambientalista fondato nel 1989, nell'allora Cecoslovacchia, rappresentando l'omologo del Partito dei Verdi della Repubblica Ceca; nel 1991 assunse la denominazione di Partito dei Verdi in Slovacchia (Strana zelených na Slovensku - SZS), riprendendo il nome originario nel 2006.
In occasione delle elezioni parlamentari del 1990 ottenne il 3,49% e 6 seggi al Consiglio nazionale. Perse la propria rappresentanza alle successive parlamentari del 1992, in cui si presentò con proprie liste anche il corrispondente Partito dei Verdi ceco (che ottenne l'1,08%).

## Risultati elettorali
| Elezione          | Voti            | %               | Seggi           |
| ----------------- | --------------- | --------------- | --------------- |
| Parlamentari 1990 | 117.871         | 3,49            | 6 / 150         |
| Parlamentari 1992 | 66.010          | 2,14            | 0 / 150         |
| Parlamentari 1994 | 299.496         | 10,42           | 18 / 150        |
| Parlamentari 1998 | 884.497         | 26,33           | 42 / 150        |
| Parlamentari 2002 | 28.365          | 0,99            | 0 / 150         |
| Europee 2004      | N.D.            | N.D.            | N.D.            |
| Parlamentari 2006 | In Forum Libero | In Forum Libero | In Forum Libero |
| Europee 2009      | 17.482          | 2,11            | 0 / 13          |
| Parlamentari 2010 | N.D.            | N.D.            | N.D.            |
| Parlamentari 2012 | 10.832          | 0,42            | 0 / 150         |
| 1. 2.             |                 |                 |                 |